# Pimpinella hyrcina
Pimpinella hyrcina är en flockblommig växtart som beskrevs av Anton Johann Krocker. Pimpinella hyrcina ingår i släktet bockrötter, och familjen flockblommiga växter. Inga underarter finns listade i Catalogue of Life.